# Tephrina perviaria
Tephrina perviaria là một loài bướm đêm trong họ Geometridae.